# Partido pela Democracia
O Partido para a Democracia (em castelhano:  Partido por la Democracia, PPD) é uma centro-esquerda partido político no Chile. O PPD afirma-se como herdeiro das tradições do socialismo democrático e liberal progressismo. Foi fundado em dezembro de 1987, por Ricardo Lagos, que visava formar um partido social-democrata legal, visto que Partido Socialista do Chile (PS) continuava ilegalizado na época. Até 1997, era permitido aos membros do PPD e do PS terem dupla adesão 

## Ideologia
Nos primeiros anos do partido, que tinha dificuldade para estabelecer uma bem definida ideologia, devido à política da diversidade de seus fundadores, que variou de militantes comunistas para os membros do Partido Nacional. Eventualmente, encontraram-se em uma combinação de social-democracia e o liberalismo social (chamado progressivo liberalismo nos primeiros anos do partido). Actualmente, de acordo com a sua "Declaração de Princípios", o PPD se descreve como "uma política de esquerda do partido democrático, progressista e de paridade".

## Resultados eleitorais

### Eleições presidenciais
| Data      | Candidato apoiado       | 1.ª Volta | 1.ª Volta | 1.ª Volta    | 2.ª Volta | 2.ª Volta | 2.ª Volta    |
| Data      | Candidato apoiado       | CI.       | Votos     | %            | CI.       | Votos     | %            |
| --------- | ----------------------- | --------- | --------- | ------------ | --------- | --------- | ------------ |
| 1989      | Patricio Aylwin         | 1.º       | 3 850 571 | 55,2 / 100,0 |           |           |              |
| 1993      | Eduardo Frei Ruiz-Tagle | 1.º       | 4 044 898 | 58,0 / 100,0 |           |           |              |
| 1999/2000 | Ricardo Lagos           | 1.º       | 3 383 334 | 48,0 / 100,0 | 1.º       | 3 683 158 | 51,3 / 100,0 |
| 2005/06   | Michelle Bachelet       | 1.º       | 3 190 691 | 46,0 / 100,0 | 1.º       | 3 723 019 | 53,5 / 100,0 |
| 2009/10   | Eduardo Frei Ruiz-Tagle | 2.º       | 2 065 061 | 29,6 / 100,0 | 2.º       | 3 367 790 | 48,4 / 100,0 |
| 2013      | Michelle Bachelet       | 1.º       | 3 075 839 | 46,7 / 100,0 | 1.º       | 3 470 379 | 62,2 / 100,0 |
| 2017      | Alejandro Guillier      | 2.º       | 1 498 040 | 22,7 / 100,0 | 2.º       | 3 159 902 | 45,4 / 100,0 |

### Eleições legislativas

#### Câmara dos Deputados
| Data | CI. | Votos     | %            | +/- | Deputados | +/- |
| ---- | --- | --------- | ------------ | --- | --------- | --- |
| 1989 | 3.º | 778 501   | 11,5 / 100,0 |     | 16 / 120  |     |
| 1993 | 5.º | 798 206   | 11,8 / 100,0 | 0,3 | 15 / 120  | 1   |
| 1997 | 4.º | 727 293   | 12,5 / 100,0 | 0,7 | 16 / 120  | 1   |
| 2001 | 4.º | 782 333   | 12,7 / 100,0 | 0,2 | 20 / 120  | 4   |
| 2005 | 3.º | 1 017 956 | 15,4 / 100,0 | 2,7 | 21 / 120  | 1   |
| 2009 | 4.º | 839 744   | 12,7 / 100,0 | 2,7 | 18 / 120  | 3   |
| 2013 | 5.º | 685 804   | 11,0 / 100,0 | 1,7 | 15 / 120  | 3   |
| 2017 | 5.º | 365 988   | 6,1 / 100,0  | 4,9 | 8 / 155   | 7   |